# Cyclocoridae
Cyclocoridae (лат.) — семейство змей надсемейства Elapoidea, являющихся эндемиками Филиппин.

## Описание
Небольшие змеи общей длиной от 17 до 60 см. Передняя часть головы удлинённая. Глаза крупные, выступающие вверх. Вокруг середины тела проходят 15—17 рядов гладких чешуй. Подхвостовые щитки проходят в один ряд.

## Распространение
Представители семейства обитают на Филиппинских островах, являясь эндемиками архипелага.

## Классификация
Включает 8 видов, выделяемых в 5 родов:
- Cyclocorus lineatus (Reinhardt, 1843) — линейчатый филиппинский уж[4]
- Cyclocorus nuchalis Taylor, 1923
- Hologerrhum dermali Brown, Leviton, Ferner & Sison, 2001
- Hologerrhum philippinum Günther, 1858
- Levitonius mirus Weinell, Paluh, Siler & Brown, 2020
- Myersophis alpestris Taylor, 1963
- Oxyrhabdium leporinum (Günther, 1858)
- Oxyrhabdium modestum (Duméril, 1853)